# 巴州龍門山石窟
巴州龍門山石窟位於四川省巴中市巴州區，文物遺址年代判定為唐。2012年7月16日公佈為第八批四川省文物保護單位。
龍門山石窟位於四川省巴中市巴州區三江鄉龍門村，開鑿在寬7米，高11米獨立一崖石上，俗稱“一石三座廟”，崖石南、西、北三面均開龕，現存造像8龕47余尊，屬唐代造像，有唐光啟三年（887）裝彩記、唐文德元年（888））裝彩記、唐龍紀元年（889）題記、清道光元年(1821)題記。造像主要內容有釋迦佛、彌勒佛、觀音立像、釋迦與天尊井坐、釋迦彌勒並坐、清文昌、關聖帝君像等，代表龕（窟）有3號、6號、7號、8號龕，尤其是裝飾華麗的佛帳龕最具特色。巴州龍門山石窟造像佈局巧妙，內容豐富，雕刻精美，是巴中石窟唐代造像組成部分，具有較高的歷史、藝術、科學價值。2001年巴州龍門山石窟被巴州區人民政府公佈為區（縣）級文物保護單位。